# Kizilagil (Bolu)
Kizilagil, Bolu is een gemeente in Turkije, in de provincie Bolu. Het dorp ligt noordwestelijk van Ankara, een paar kilometer van de grote weg van Ankara naar Istanboel.
Het dorp zelf ligt aan een pad: er zijn weinig transportmogelijkheden. De dichtstbijzijnde grote stad is Bolu.